# Claix (Isère)
Claix is een gemeente in het Franse departement Isère (regio Auvergne-Rhône-Alpes). De plaats maakt deel uit van het arrondissement Grenoble. Claix telde op 1 januari 2022 7.840 inwoners.

## Geografie
De oppervlakte van Claix bedroeg op 1 januari 2022 24,12 vierkante kilometer; de bevolkingsdichtheid was toen 325 inwoners per km².

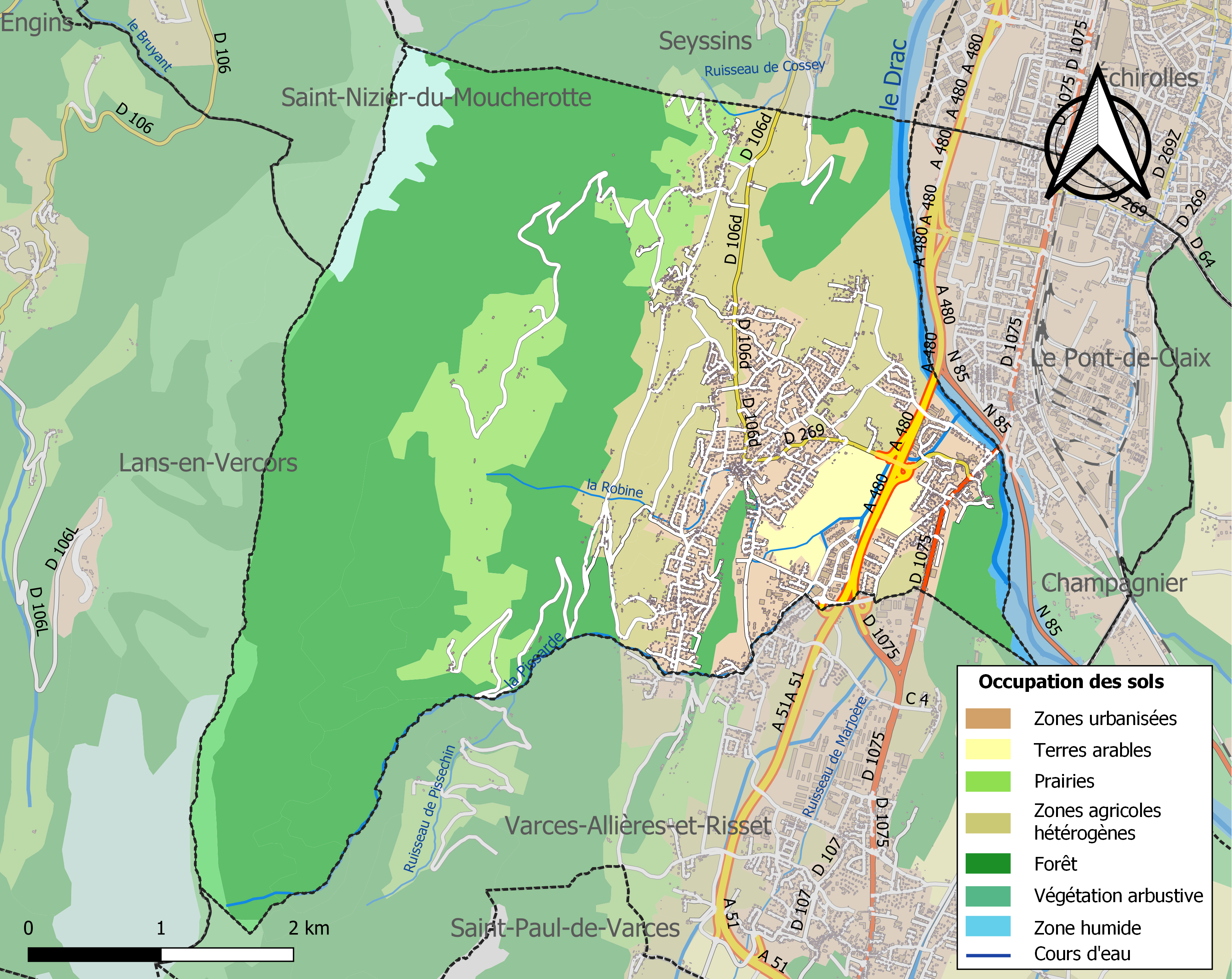
Kaart van de gemeente met de belangrijkste infrastructuur, bodemgebruik en omliggende gemeenten

## Demografie
Onderstaande figuur toont het verloop van het inwonertal (bron: INSEE-tellingen).

## Afbeeldingen

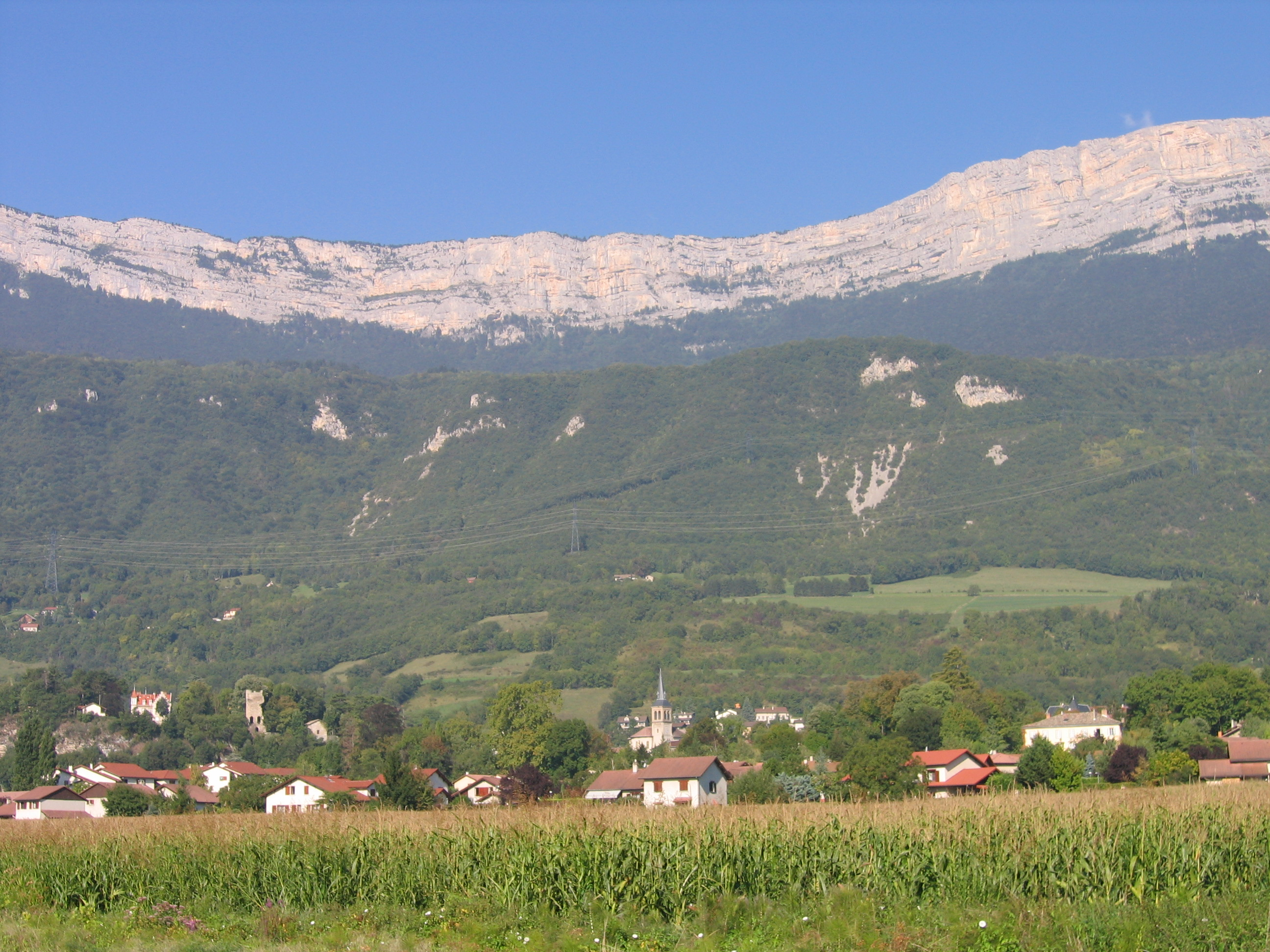
Gezicht op Claix
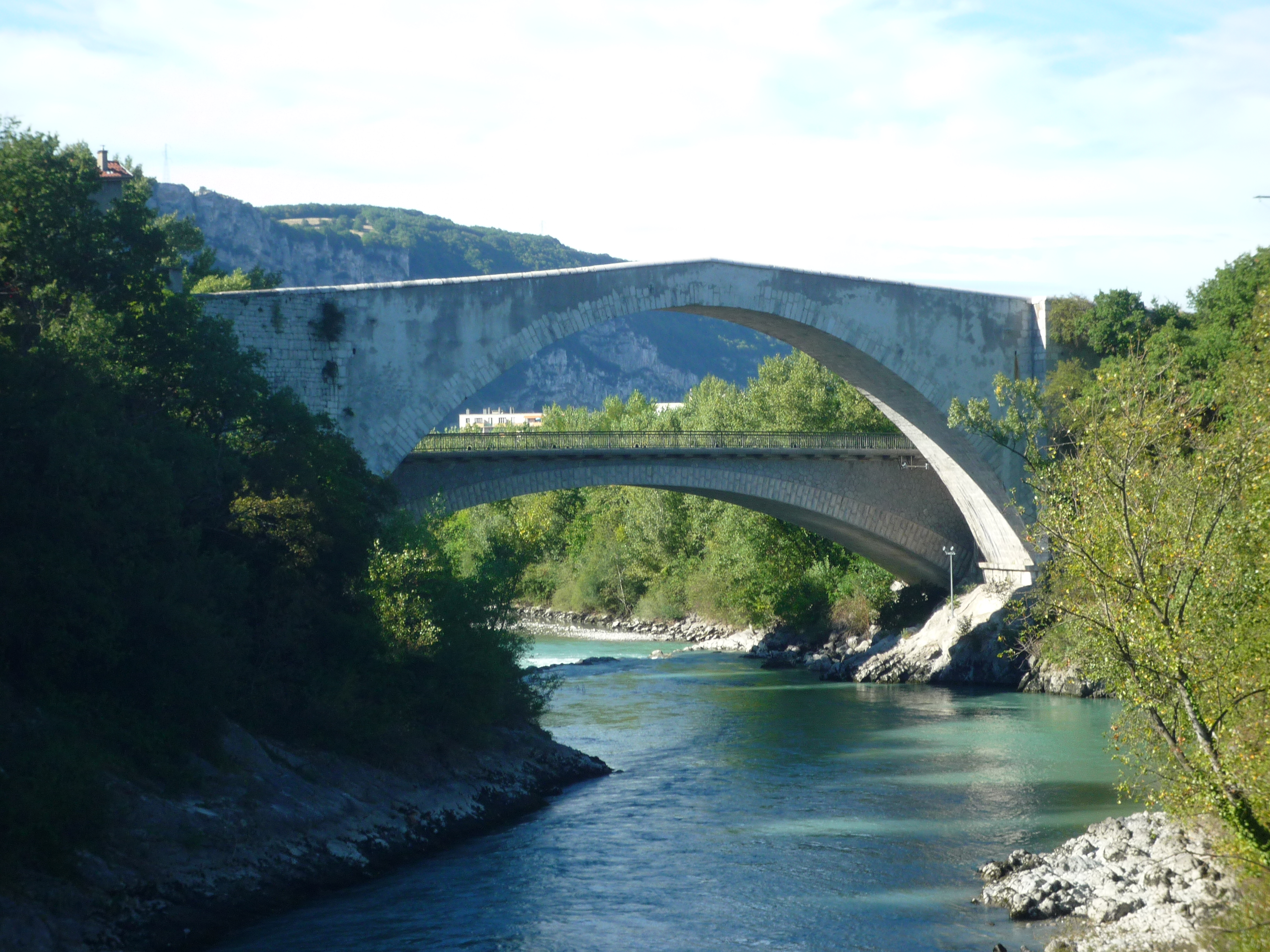
Pont Lesdiguières